# كورنيليا مارفن بيرس
كورنيليا مارفن بيرس (بالإنجليزية: Cornelia Marvin Pierce)‏ هي أمينة مكتبة أمريكية، ولدت في 26 ديسمبر 1873 في مونتايسلو في الولايات المتحدة، وتوفيت في 13 فبراير 1957 في سايلم في الولايات المتحدة.